# Лоннис, Эрик
Эрик Лоннис Боланьос (исп. Erick Lonnis Bolaños; 9 сентября 1965, Сан-Хосе) — коста-риканский футболист, вратарь.

## Клубная карьера
Эрик Лоннис наибольших успехов добился, выступая за коста-риканский клуб «Саприсса». В его составе он трижды становился чемпионом страны и дважды выигрывал Лигу Чемпионов КОНКАКАФ. Один сезон вратарь провел в другой популярной коста-риканской команде «Алахуэленсе».
Долгое время в своей стране он считался лучшим специалистом по отражению 11-метровых ударов.

## Международная карьера
Лоннис на протяжении нескольких лет был основным вратарем сборной Коста-Рики. За неё он дебютировал 13 декабря 1992 года в матче против сборной Сент-Винсента и Гренадин.
В начале 2000-х он объявил об уходе из национальной команды из-за тяжелой травмы колена. Но по просьбе тогдашнего наставника «тикос» Алешандре Гимарайнса Лоннис на некоторое время вернулся в сборную. Он был основным её вратарем на Чемпионате мира по футболу 2002 года. После окончания мундиаля вратарь окончательно покинул сборную Коста-Рики. Через год Эрик Лоннис завершил свою футбольную карьеру.

## Достижения

### В клубах
- Чемпион Коста-Рики (3): 1993/94, 1994/95, 1998/99
- Победитель Лиги чемпионов КОНКАКАФ (2): 1993, 1995
- Финалист Межамериканского кубка (2): 1993, 1995
- Обладатель Клубного кубка UNCAF (1): 1998

### В сборной
- Серебряный призер Золотого кубка КОНКАКАФ (1): 2002